# ROSARIO+CROSS
ROSARIO+CROSS（ロザリオクロス）は、日本の女性アイドルグループで、静岡県を拠点に県内出身者7人で活動するアイドルパフォーマンスユニット。メンバー全員が静岡県内出身（※夏嶋については豊橋出身である事が本人から公表された）で、静岡発全国区アイドルを目指している。ダンスパフォーマンスを得意とし、楽曲の振付は全て自分達で行っている。
略称はロザリオ。もしくはロザクロ。ファンの呼び名は"ろざたす＋"。グループのイメージカラーはパープル。グループの成り立ち上、前身である「十代時代」についてもこの項で述べる。
初期メンバーはグループを立ち上げるために募集・選抜で集められたメンバーではなく全員が同じアカデミーに集う幼馴染であり、それがロザリオクロスの特徴・個性のひとつであったが、2018年にメンバーの進退や今後についての協議があり、同年秋には正式に新メンバー募集がかけられる事となり、翌年2019年よりオーディションから選抜されたメンバーが加入するスタイルとなった。

## メンバー

### 現メンバー
| 名前     | よみ           | 生年月日              | イメージカラー | 加入期 | 備考                                    |
| -------- | -------------- | --------------------- | -------------- | ------ | --------------------------------------- |
| 麻倉ゆわ | あさくらゆわ   | 2000年3月24日（25歳） | 水色           | 初期   | チームリーダー02021年まではYuwa名義     |
| 白嵜美夢 | しろさきみむ   | 1999年4月16日（26歳） | ピンク         | 初期   | 2021年まではMimu名義                    |
| 星野れな | ほしのれな     | 2003年2月15日（22歳） | ミントグリーン | 3期    | 2020年2月15日加入02021年まではRena名義  |
| 咲間えり | さくまえり     | 2003年2月1日（22歳）  | ホワイト       | 4期    | 2023年7月加入 元ないん ちょこっとれーつ |
| 鳴宮綸花 | なるみやりんか | 2006年3月23日（18歳） | オレンジ       | 4期    | 2023年7月加入                           |
| 夏嶋優羽 | なつしまゆう   | 2006年7月21日（18歳） | イエロー       | 4期    | 2023年7月加入                           |

### 旧メンバー
| 名前       | よみ         | 生年月日              | イメージカラー | 加入期 | 備考 |
| ---------- | ------------ | --------------------- | -------------- | ------ | --- |
| Riko       | りこ         | 1998年9月15日         | 青             | 初期   | 2016年10月3日脱退発表 |
| Momoka     | ももか       | 1996年4月21日         | 赤             | 初期   | 2019年1月20日卒業 |
| Himeka     | ひめか       | 1999年3月14日         | 緑             | 初期   | 2019年1月20日卒業 |
| Imari      | いまり       | 1997年8月28日         | 黄色           | 初期   | 元チームリーダー 2019年12月22日卒業 2020年に放送された『所さんの学校では教えてくれないそこんトコロ!』の「驚きの遠距離通学」のコーナーにてフェリス女学院大学に通学していたことで話題となった。 |
| 永井萌子   | ながいもえこ | 2002年4月30日         | 白             | 2期    | 2019年4月27日加入02023年3月31日卒業0 加入前はORANGE PORTで活動02021年まではMoeko名義 |
| 七々瀬結理 | ななせゆり   | 1999年9月29日（25歳） | 赤             | 2期    | 2019年4月27日加入 2025年5月31日卒業 2021年まではYuri名義 |

## 略歴
初期メンバー全員、幼少期から静岡のエンターテイメントアカデミー「リトルステップファクトリー（以下リトル）」に通い、芸を磨きながら数々のステージ経験を積んでいた。在籍中いくつかの有名番組のバックダンサーとしても参加している。

### 2011年
- 6月にレッスン生ユニットとして「子供時代」が誕生する。これにより他の生徒からも、自分たちも何かやりたいという声が上がり、その後レッスン生の中の12〜17歳の中高生女子メンバー9人で、ユニット「十代時代」が結成された。アカデミーとして各種イベント等に出る傍ら、K-POPアーティストのダンスカバー動画をYoutube等にUPしていく。ネーミングに「〜時代」と付くのは、リトルがレッスンカリキュラムにK-POPカバーダンスを取入れていることと相まって、K-POPアーティストの「少女時代」への憧れから。

### 2012年
- 5月3日に日本テレビ系列で全国放送された『完コピ!! 名曲ダンスNo.1決定戦』に十代時代のメンバーでエントリーし出場。結果は予選敗退となったが、これをきっかけに〝ダンス〟パフォーマンスユニット「十代時代」としての活動を本格化していく。その後複数のダンスイベントで入賞を飾り、静岡を中心とした劇場やイベントステージに出演しながら「静岡おでんPR隊」や静岡茶PRイベントのサポーター、地元商店街の活性化のために活動するなど、ステージパフォーマンスや地域振興にも積極的に参加していく。

### 2013年
- 4月より放送のSBSテレビの企画番組『しずおかダンスプロジェクト』に毎週回出演。

### 2014年
- 8月30・31日、静岡市民文化会館にてリトルの20周年記念公演が行われた。この後9人から7人での活動となっていく。

### 2015年
- 4月13日から募集が開始された全国規模のアイドルによるアニメソングカバーコンテスト「愛踊祭2015」にエントリー。
- 6月5日、ユニット名を「ROSARIO+CROSS」に改名することが公式Twitterで発表された[4][注釈 2]。活動も〝アイドル〟パフォーマンスユニットとしての特性が色濃くなる。また、静岡を本拠地に活動し同年7月10日にCDデビューするシンガー、太田克樹の曲「VOICE」のバックダンサーとして抜擢され、ミュージックビデオにも出演[5][注釈 3]。
- 8月10日、イオンモールナゴヤドーム前で行われた「愛踊祭2015」東海エリア代表決定戦に出場。結果は2位となり予選通過とはならなかったが、連携してその模様を伝えるテレビ朝日の音楽情報番組「musicるTV」で紹介されたことで全国知名度を上げる[6]。また、この活躍がシンガーソングライター・プロデューサーである近藤薫の目に留まり、アイドルデビューに向けて動き出すこととなる。
- 11月30日、近藤薫プロデュースのもと1stシングル『Lucky Girl』を全国CDリリース。アイドルとしてプロデビューを果たす[6]。

### 2016年
- 1月27日、SBSテレビ「しずおかダンスプロジェクト」にてデビューコメントと『LuckyGirl』のMVが放送された。
- 昨年に引続き「愛踊祭2016」にエントリー。
- 4月11日、2ndシングル「ショートヘア」をCDリリース。
- 4月17日、MARK IS 静岡にて、イケヤ MARK IS 静岡店とmiuzic Entertainmentのコラボイベント「アルイテイコウ」初開催。
- 7月18日、「愛踊祭2016」web予選東海エリア1位通過
- 9月19日、3rdシングル「Are you ready? / ラン！ラン！ラン！」CDリリース。
- 10月、リトルステップファクトリーから、近藤薫主宰の芸能プロダクション miuzic Entertainmentヘ移籍。
- 10月3日、メンバーのRikoが脱退。
- 12月11日、ロザリオ初のMusic Videoクリップ集 DVD「First Season」リリース。

### 2017年
- 1月30日、4thシングル「HELLO!未来」CDリリース。
- 3月8日、公式より「TOKYO IDOL FESTIVAL（以下TIF）2017全国選抜LIVE」にエントリーしたことが発表された[7]。
- 4月16日、清水エスパルスのアカデミー部門（育成部・サッカー普及部）の活動をPR・サポートする女子マネージャーに就任[8]。
- 5月8日、5thシングル、「青春コールミー」CDリリース。
- 7月19日深夜、テレビ静岡にてROSARIO＋CROSS 地上波初の冠番組「ロザリオクロスのフォローミー!!」がスタート。
- 8月12日、1stアルバム『虹色シャウト』CDリリース。
- 10月11日「ロザリオクロスのフォローミー!!」放送最終回。
- 12月17日、6thシングル「Lips ～踊れ恋心～」CDリリース。

### 2018年
- 1月24日深夜、テレビ静岡にて「ロザリオクロスのフォローミー!!」続編 放送開始。
- 4月4日深夜、「ロザリオクロスのフォローミー!!」最終回。
- 4月26日、JR静岡駅北口西側の高架下に、静岡最大級のライブハウス「LIVE ROXY SHIZUOKA」がオープン[9]。こけら落しも兼ね、ゴールデンウィーク期間中 ロザリオも所属するmiuzicが大型イベントを開催[10]。
- 5月8日、TIF運営からのオファーを受け、「TIF2018」に出演することが公式より報告された[11]。
- 6月17日、2nd Music Videoクリップ集 DVD「Second Season」リリース。
- 6月29日、秋にNHK BSプレミアムで放送予定の静岡発地域ドラマ「プラスティック・スマイル」に いまり・ももか・みむ・ゆわ の出演が発表された[注釈 4]。
- 7月16日、公式よりデビュー3周年記念ホールワンマンライブの開催決定が報告された[12]。
- 8月に入り、清水駅前銀座商店街を中心に、静岡市内でのドラマ「プラスティック・スマイル」の撮影が行われていく。
- 11月16日、ドラマ「プラスティック・スマイル」がNHK総合にて静岡先行放送された。
- 11月21日、ドラマ「プラスティック・スマイル」がNHK BSプレミアムにて全国放送された
- 12月から静岡マルイが音楽イベント「マルイノオンガク」を始動。
- 12月11日、公式よりメンバーのひめかとももか 2人の卒業が発表された[13]。

### 2019年
- 1月20日、3周年記念ホールワンマンライブ「Pink Soul Flower」LIVE DVDリリース。
- 1月21日以降、いまり・みむ・ゆわの3人での活動へ
- 1月27日、8thシングル「Brand New Smile」の2/22デジタル配信決定とMVの同日公開が公式より告知された[14]。同時に9thシングルの予定が、〝3人のメンバー写真+2名のシルエット〟というメンバー増員とも取れる意味深な写真とともにUPされた[15]。
- 2月7日、8thシングル発売記念ファンミーティングの開催が公式より告知された[16]。
- 2月22日、8thシングル「Brand New Smile」配信開始（販売形態はデジタル配信販売・サブスクのみ）。スタンダードバージョンのMVも同日公開された。
- 4月2日、公式より新メンバーのお披露目ライブ開催が告知された[17]。
- 7月19日、公式より9thシングル「BlueMonday / 夏だ!!」を31日にリリース、デジタル配信販売するとの発表があった。
- 7月31日、9thシングル「BlueMonday / 夏だ!!」配信販売開始。（デジタル配信販売・サブスクのみ）
- 8月8日、9thシングル「Blue Monday」 のMVがYoutubeに公開された。
- 9月14日、公式よりグループリーダーのいまりが、2019年12月22日をもってグループを卒業することが発表された。
- 10月26日、「アルイテイコウ」開始から約3年半、記念すべき50回目の開催。この日に合わせ記念オリジナルポスターが制作され、物販買上げ額により特典として配布された。
- 12月22日、いまり卒業ライブ「君と見るMIRAI」が、清水SOUND SHOWER arkにて行われ、このライブをもっていまりはグループ卒業となった。

### 2020年
- 2月15日、公式より新メンバーが決定したとの発表があり、れなが初紹介された[18]。
- 2月26日、公式より、新型コロナ肺炎に伴う影響により2月29日、3月7日に開催予定であった「miuzic Entertainment 合同イベント in 浜松」を中止するとの発表があった[19]。
- 2月28日、夜に静岡Sunashにて開催予定だった、初のライブハウス定期公演「Shout! Shout! Shout! vol.1」が新型コロナの影響で中止となった[20]。
- 3月1日、LIVE ROXY SHIZUOKA で開催された「Music Net Park ～Spring Fes～」以後、新型コロナ感染拡大の影響により高熱のある方の入場拒否、マスク着用、アルコール消毒などが義務づけられた。
- 3月8日、公式より10thシングル「EASY EASY」の5月3日CDリリースが決定したと発表された。
- 3月19日、公式より10thシングル「EASY EASY」発売記念単独ライブを5月3日に行うと発表された。
- 3月20日、「アルイテイコウ Vol.55」にて、新メンバーれなの初お披露目。そしてメンバーのゆわがリーダーに就任したことが発表される。同日miuzic Entertainmentコンピレーションアルバム『miuzic Entertainment Collection vol.1[21]』がCDリリースされ、ロザリオからは「HELLO! 未来」と「Lucky Girl 2020」の2曲が収録された。「Lucky Girl 2020」は新体制メンバーでの新録音となっており、ゆわともえこがメインボーカルを勤めている。
- 4月5日、Renaのアメブロオフィシャルブログ開設。
- 4月8日、公式より、ゴールデンウィークに開催予定だった「SHIZUOKA MUSIC JENIC」の、9月5日・6日への延期が発表された[22]。また5月3日に予定されていた「EASY EASY」発売記念単独ライブは8月9日に延期された。
- 4月10日、新曲「EASY EASY」MV公開。
- 4月12日、MARK IS 静岡にて開催予定だった「アルイテイコウ Vol.56」は新型コロナの影響で中止に。
- 4月17日、5月3日リリースの「EASY EASY」先行販売企画が中止に[注釈 5]。
- 4月29日、新型コロナでの活動休止の中、デコチェキの通販を開始。
- 5月4日、5月19日にMARK IS 静岡にて開催予定だった「アルイテイコウ Vol.57」の中止を発表[23]。
- 7月29日、COAST FM ぱれっとタウン「Zoom Up Radio」にて、8月より「トワイライトビーチ（月一第3金曜日17:00〜）」へのもえこのレギュラー出演発表。
- 7月31日、9月に開催予定だったmiuzic Entertainment主催「SHIZUOKA MUSIC GENIC」の開催中止が発表された[24]。
- 8月7日、静岡市のwebプロジェクト「まちは劇場」プロジェクト「パフォーマンスでエールを！」 に参加。新曲「お茶のんでチャオ！」MV（ゆわ・みむ・ゆりバージョン）が同サイト内で公開された[25]。
- 8月9日、「10th Single『EASY EASY』発売記念ワンマンライブ」内にて、12月27日に清水文化会館マリナート小ホールで、デビュー5周年記念ワンマンライブ「書きかけのペーパーバック」を開催することが発表された。
- 9月10日、ROSARIO＋CROSSが歌う静岡のご当地ソング「お茶のんでチャオ！」アップルミュージック・iTunesにて配信開始[26]。
- 9月29日、ROSARIO＋CROSSの公式YouTubeチャンネル開始[27]。
- 9月30日、10月2,3,4日開催の世界最大のオンラインアイドルフェス『TIFオンライン2020』に出演決定[28]。
- 11月23日、miuzic entertainmentより、ロザリオクロスの11枚目のシングル『Birthday』のCDリリースと先行販売イベントが発表された[29]。
- 11月30日、ROSARIO+CROSSとしてデビュー5周年を迎えた[30]。

### 2021年
- 1月12日、2月14日にメンバーRenaの生誕祭を行う事が発表された[31]。
- 3月23日、3月末に駿府城公園で行われる「葵舟記念イベント」への出演が発表された[32]。
- 3月24日、メンバーMimuの生誕祭を行う事が発表された[33]。
- 6月17日、メンバーの限定アクリルスタンド発売。
- 6月29日〜7月5日、全国のファミリーマート店内放送でロザリオの楽曲『大どんでん返し』放送。
- 7月8日、12thシングル『自分ジャッジ』のリリース決定が発表された[34]。
- 7月20日、静岡の老舗ジーンズショップOSADAとのコラボ企画が発表された[35]。
- 7月22日、イベント出演権を賭け「@ JAM EXPO 2020-2021 横アリでちゃいまSHOWROOM！」に参加。
- 7月23日、テレビ静岡「ロザリオクロスのしずおかラン！ラン！ラン！」放送開始[36]。
- 8月5日、8月21・22日開催予定の「駿府城夏まつり ナツゲキ」ヘの出演が発表された（後日、新型コロナの影響で中止）。
- 8月7日、新曲「自分ジャッジ」MV公開。
- 8月14日、横浜アリーナで開催される「@JAM EXPO2020-2021」への出演権を獲得[37]。
- 9月1日、12thシングル「自分ジャッジ」全国発売。
- 10月31日、「静岡まつり 秋の陣」に出演[38]。
- 11月3日、織田美海生誕祭にRenaがゲスト出演。

### 2022年
- 1月6日、メンバー名の改名を発表[39]。
- 1月16日、実質の初撮影会「OSADAへ行って、撮影会へ行こう！」開催[40]。
- 1月23日、静岡アイドル！大運動会！2022に参加。
- 2月3日、三島大通り商店街の節分イベントに永井萌子が鬼メイド姿で参加
- 2月23日、FM島田「ロザリオクロス のお茶のんでチャオ！」最後の公開収録[41]。
- 2月24日、TOKAIケーブルネットワーク「トコファミタイムズ」に麻倉ゆわと白嵜美夢がゲスト出演[42]。
- 2月26日・27日、「賀集利樹20周年記念 トークショー＆アップサイクル販売会」に麻倉ゆわと白嵜美夢がゲスト出演[43]。
- 3月11日、静岡朝日テレビ「アナRUN＋」のテーマソング担当決定[44]。
- 3月12日、七々瀬結理ソロカフェイベント OFFICIALゆリ会&アットリリーカフェを延期開催[45]。
- 3月23日、5年ぶりとなるフルアルバム『Winning Run』をリリース[46]。
- 6月27日、カード迷路ぐるり森大冒険のCM出演情報発表。[47]
- 11月30日、デビュー7周年。
- 12月4日、初の船上ファンミーティング「ROSARIO+CROSSと行く！清水ベイクルーズ！！」開催[48]。

### 2023年
- 1月11日、OSADA × ROSARIO+CROSS 1日スタイリスト企画発表[49]。
- 1月29日、メンバー永井萌子の、3月いっぱいでの卒業を発表[50]。
- 2月19日、miuzic Entertainment 合同オーディション開催を発表[51]。新メンバー募集へ。
- 4月10日、「ロードモバイル バトルオブ東海アイドル」に参加[52]。
- 5月10日、新体制ワンマンライブの開催を発表[53]。
- 6月12日、@JAM EXPO 2023 supportedby UP-Tへの出演決定[54][55]。
- 7月12日、新メンバーのアー写・氏名を公開[56]。
- 11月23日、エリカスパルサ静岡店にて、「ろざりおカフェ!! - お昼ご飯ver - 」開催。

- 11月30日、デビュー8周年。

## ディスコグラフィ

### シングル
| #    | 発売日         | タイトル                            | 収録曲                                                                                            | 品 番              | 備 考 |
| ---- | -------------- | ----------------------------------- | ------------------------------------------------------------------------------------------------- | ------------------ | --- |
| 1st  | 2015年11月30日 | Lucky Girl                          | 1. Lucky Girl 2. VOICE (ROSARIO+CROSS Ver.)                                                       | MIUZ-0028 (TYPE-A) | CD ※TYPEは収録曲とロゴカラー違い |
| 1st  | 2015年11月30日 | Lucky Girl                          | 1. Lucky Girl 2. ふたりはラブコメディ                                                             | MIUZ-0029 (TYPE-B) | CD ※TYPEは収録曲とロゴカラー違い |
| 2nd  | 2016年4月11日  | ショートヘア                        | 1. ショートヘア 2. ワッショイ！しぞーかおでん 3. ショートヘア（Instrumental）                     | MIUZ-0035 (TYPE-A) | CD ※TYPEは収録曲とジャケット違い |
| 2nd  | 2016年4月11日  | ショートヘア                        | 1. ショートヘア 2. ワッショイ！しぞーかおでん 3. ワッショイ！しぞーかおでん（Instrumental）       | MIUZ-0036 (TYPE-B) | CD ※TYPEは収録曲とジャケット違い |
| 3rd  | 2016年9月19日  | Are you ready? / ラン！ラン！ラン！ | 1. Are you ready? 2. ラン！ラン！ラン！ 3. アルイテイコウ（ROSARIO step）                         | MIUZ-0058 (TYPE-A) | CD ※両A面 TYPEはジャケ違い |
| 3rd  | 2016年9月19日  | Are you ready? / ラン！ラン！ラン！ | 1. Are you ready? 2. ラン！ラン！ラン！ 3. アルイテイコウ（ROSARIO step）                         | MIUZ-0059 (TYPE-B) | CD ※両A面 TYPEはジャケ違い |
| 4th  | 2017年1月30日  | HELLO!未来                          | 1. HELLO!未来 2. 七転八倒の向こう側 3. HELLO!未来（Instrumental）                                 | (TYPE-A) MIUZ-0065 | CD ※TYPEは収録曲とジャケット違い |
| 4th  | 2017年1月30日  | HELLO!未来                          | 1. HELLO!未来 2. SIX 3. HELLO!未来（Instrumental）                                                | MIUZ-0066 (TYPE-B) | CD ※TYPEは収録曲とジャケット違い |
| 5th  | 2017年5月8日   | 青春コールミー                      | Disc1（CD） 1. 青春コールミー 2. 青春コールミー（Instrumental）                                   | MIUZ-0069 (TYPE-A) | CD・DVDの2枚組 TYPEはジャケ違い |
| 5th  | 2017年5月8日   | 青春コールミー                      | Disc2（DVD：Music Video） 1. 七転八倒の向こう側（moshi moshi ver）                                | MIUZ-0070 (TYPE-B) | CD・DVDの2枚組 TYPEはジャケ違い |
| 6th  | 2017年12月17日 | Lips ～踊れ恋心～                   | 1. Lips〜踊れ恋心～ 2. 思い出の交差点（ROSARIO＋CROSS Ver.）                                      | MIUZ-0084          | CD |
| 7th  | 2018年4月30日  | 大どんでん返し                      | 1. 大どんでん返し 2. そうさ、僕らは共犯者                                                         | MIUZ-0090          | CD |
| ＊   | 2018年12月1日  | 君といるだけで僕は人生トクしてる    | 1. 君といるだけで僕は人生トクしてる                                                               | ー                 | ※ローカルCM用にサビだけ制作されたものをフル楽曲化。3周年記念ホールワンマン「Pink Soil Flower」開催当日、非売品CDが来場者にのみ特典として配られた。   |
| 8th  | 2019年2月22日  | Brand New Smile                     | 1. Brand New Smile                                                                                | MIUZ-0100          | 配信限定 |
| 9th  | 2019年7月31日  | Blue Monday                         | 1. Blue Monday 2. 夏だ!!                                                                          | ー                 | 配信限定 |
| 10th | 2020年5月3日   | EASY EASY                           | 1. EASY EASY 2. 希望フレーバー                                                                    | MIUZ-2002          | CD・配信 |
| ＊   | 2020年9月10日  | お茶飲んでチャオ！                  | 1. お茶飲んでチャオ！                                                                             | ー                 | ※静岡市の『まちは劇場 パフォーミングアーツ発信事業 パフォーマンスでエールを！』事業への参加の為に制作された、オリジナルの静岡応援ソング。配信限定    |
| 11th | 2021年1月20日  | Birthday                            | 1. Birthday 2. 書きかけのPaperback                                                                | MIUZ-2010          | CD ※かつてローカルCM用としてサビだけ制作されていた「笑顔はクレッシェンド」がリアレンジ・フル楽曲化で生まれ変り、「Birthday」として新リリースされた。 |
| 12th | 2021年9月1日   | 自分ジャッジ                        | 1. 自分ジャッジ 2. HELLO!未来（2021ver.）                                                         | MIUZ-2105          | CD ※HELLO!未来（2021ver.）は現メンバーでの再録音。                                                                                                   |
| 13th | 2021年11月3日  | OSADAヘ行こう！                     | 1. OSADAへ行こう！ 2. OSADAへ行こう！（セリフ入り） 3. OSADAへ行こう！（セリフ入りver. カラオケ） | MIUZ-2108          | CD ※静岡の老舗ジーンズショップOSADAの公式テーマソングとして制作された。                                                                              |
| 14th | 2024年2月26日  | DASH!!                              | 1. DASH!! 2. Reborn                                                                               | MIUZ-2400 (TYPE-A) | CD ※TYPE毎にジャケットと盤面mデザインが異なる。TYPE-Aのイラストはメンバー咲間えりの作画。                                                            |
| 14th | 2024年2月26日  | DASH!!                              | 1. DASH!! 2. 楽観イズム                                                                           | MIUZ-2401 (TYPE-B) | CD ※TYPE毎にジャケットと盤面mデザインが異なる。TYPE-Aのイラストはメンバー咲間えりの作画。                                                            |

### アルバム
| #    | 発売日        | タイトル                              | 収録曲                                           | 品番      | 備考 |
| ---- | ------------- | ------------------------------------- | ------------------------------------------------ | --------- | --- |
| 1st  | 2017年7月16日 | 虹色シャウト                          | 1. 虹色シャウト                                  | MIUZ-0073 | トライアル版（ツアー会場限定発売） ※「カサナール」は2017年10月16日よりダウンロード販売も開始。 |
| 1st  | 2017年7月16日 | 虹色シャウト                          | 2. HELLO!未来                                    | MIUZ-0073 | トライアル版（ツアー会場限定発売） ※「カサナール」は2017年10月16日よりダウンロード販売も開始。 |
| 1st  | 2017年7月16日 | 虹色シャウト                          | 3. カサナール                                    | MIUZ-0073 | トライアル版（ツアー会場限定発売） ※「カサナール」は2017年10月16日よりダウンロード販売も開始。 |
| 1st  | 2017年7月16日 | 虹色シャウト                          | 4. ラン！ラン！ラン！                            | MIUZ-0073 | トライアル版（ツアー会場限定発売） ※「カサナール」は2017年10月16日よりダウンロード販売も開始。 |
| 1st  | 2017年7月16日 | 虹色シャウト                          | 5. Are you ready?                                | MIUZ-0073 | トライアル版（ツアー会場限定発売） ※「カサナール」は2017年10月16日よりダウンロード販売も開始。 |
| 1st  | 2017年7月16日 | 虹色シャウト                          | 6. 七転八倒の向こう側                            | MIUZ-0073 | トライアル版（ツアー会場限定発売） ※「カサナール」は2017年10月16日よりダウンロード販売も開始。 |
| 1st  | 2017年7月16日 | 虹色シャウト                          | 7. Lucky Girl                                    | MIUZ-0073 | トライアル版（ツアー会場限定発売） ※「カサナール」は2017年10月16日よりダウンロード販売も開始。 |
| 1st  | 2017年7月16日 | 虹色シャウト                          | 8. ショートヘア                                  | MIUZ-0073 | トライアル版（ツアー会場限定発売） ※「カサナール」は2017年10月16日よりダウンロード販売も開始。 |
| 1st  | 2017年7月16日 | 虹色シャウト                          | 9. 普段着に着替えて行こうよ                      | MIUZ-0073 | トライアル版（ツアー会場限定発売） ※「カサナール」は2017年10月16日よりダウンロード販売も開始。 |
| 1st  | 2017年7月16日 | 虹色シャウト                          | 10. 青春コールミー                               | MIUZ-0073 | トライアル版（ツアー会場限定発売） ※「カサナール」は2017年10月16日よりダウンロード販売も開始。 |
| 1st  | 2017年8月12日 | 虹色シャウト                          | 1. 虹色シャウト                                  | MIUZ-0075 | 通常版 |
| 1st  | 2017年8月12日 | 虹色シャウト                          | 2. HELLO!未来                                    | MIUZ-0075 | 通常版 |
| 1st  | 2017年8月12日 | 虹色シャウト                          | 3. ふたりはラブコメディ                          | MIUZ-0075 | 通常版 |
| 1st  | 2017年8月12日 | 虹色シャウト                          | 4. ラン！ラン！ラン！                            | MIUZ-0075 | 通常版 |
| 1st  | 2017年8月12日 | 虹色シャウト                          | 5. 七転八倒の向こう側                            | MIUZ-0075 | 通常版 |
| 1st  | 2017年8月12日 | 虹色シャウト                          | 6. Are you ready?                                | MIUZ-0075 | 通常版 |
| 1st  | 2017年8月12日 | 虹色シャウト                          | 7. Lucky Girl                                    | MIUZ-0075 | 通常版 |
| 1st  | 2017年8月12日 | 虹色シャウト                          | 8. SIX                                           | MIUZ-0075 | 通常版 |
| 1st  | 2017年8月12日 | 虹色シャウト                          | 9. 君がそこにいたら帰れないじゃん                | MIUZ-0075 | 通常版 |
| 1st  | 2017年8月12日 | 虹色シャウト                          | 10. ショートヘア                                 | MIUZ-0075 | 通常版 |
| 1st  | 2017年8月12日 | 虹色シャウト                          | 11. 普段着に着替えて行こうよ                     | MIUZ-0075 | 通常版 |
| 1st  | 2017年8月12日 | 虹色シャウト                          | 12. 夕暮れが滲んで見えないよ                     | MIUZ-0075 | 通常版 |
| 1st  | 2017年8月12日 | 虹色シャウト                          | 13. 青春コールミー                               | MIUZ-0075 | 通常版 |
| Comp | 2020年3月20日 | miuzic Entertainment Collection Vol.1 | 2.HELLO!未来 14.Lucky Girl 2020                  | MIUZ-2001 | miuzic Entertainment所属アーティストのコンピレーションアルバム （全15曲リマスタリング）に、ロザリオの曲から2曲が収録されている。 デビュー曲のLucky Girlは2020バージョンとして新メンバーでの新録音となっている。 |
| 2nd  | 2022年3月23日 | Winning Run                           | 1. 最初はGOOD!!                                  | MIUZ-2201 | 通常盤（全国リリース） |
| 2nd  | 2022年3月23日 | Winning Run                           | 2. Lips〜踊れ恋心〜（2022Ver.）                  | MIUZ-2201 | 通常盤（全国リリース） |
| 2nd  | 2022年3月23日 | Winning Run                           | 3. 希望フレーバー                                | MIUZ-2201 | 通常盤（全国リリース） |
| 2nd  | 2022年3月23日 | Winning Run                           | 4. ズルイよ、そんなの                            | MIUZ-2201 | 通常盤（全国リリース） |
| 2nd  | 2022年3月23日 | Winning Run                           | 5. 自分ジャッジ                                  | MIUZ-2201 | 通常盤（全国リリース） |
| 2nd  | 2022年3月23日 | Winning Run                           | 6. 書きかけのPaperback                           | MIUZ-2201 | 通常盤（全国リリース） |
| 2nd  | 2022年3月23日 | Winning Run                           | 7. Colorless                                     | MIUZ-2201 | 通常盤（全国リリース） |
| 2nd  | 2022年3月23日 | Winning Run                           | 8. 大どんでん返し（2021Ver.）                    | MIUZ-2201 | 通常盤（全国リリース） |
| 2nd  | 2022年3月23日 | Winning Run                           | 9. Birthday                                      | MIUZ-2201 | 通常盤（全国リリース） |
| 2nd  | 2022年3月23日 | Winning Run                           | 10. EASY EASY                                    | MIUZ-2201 | 通常盤（全国リリース） |
| 2nd  | 2022年3月23日 | Winning Run                           | 11. どうしてこんなに好きになっちゃったんだろう？ | MIUZ-2201 | 通常盤（全国リリース） |
| 2nd  | 2022年3月23日 | Winning Run                           | 12. Winning Run                                  | MIUZ-2201 | 通常盤（全国リリース） |
| 2nd  | 2022年3月23日 | Winning Run                           | 1. 最初はGOOD!!                                  | MIUZ-2202 | 会場限定版 |
| 2nd  | 2022年3月23日 | Winning Run                           | 2. Lips〜踊れ恋心〜（2022Ver.）                  | MIUZ-2202 | 会場限定版 |
| 2nd  | 2022年3月23日 | Winning Run                           | 3. 希望フレーバー                                | MIUZ-2202 | 会場限定版 |
| 2nd  | 2022年3月23日 | Winning Run                           | 4. ズルイよ、そんなの                            | MIUZ-2202 | 会場限定版 |
| 2nd  | 2022年3月23日 | Winning Run                           | 5. 自分ジャッジ                                  | MIUZ-2202 | 会場限定版 |
| 2nd  | 2022年3月23日 | Winning Run                           | 6. 書きかけのPaperback                           | MIUZ-2202 | 会場限定版 |
| 2nd  | 2022年3月23日 | Winning Run                           | 7. 春夏秋冬                                      | MIUZ-2202 | 会場限定版 |
| 2nd  | 2022年3月23日 | Winning Run                           | 8. OSADAへ行こう！                               | MIUZ-2202 | 会場限定版 |
| 2nd  | 2022年3月23日 | Winning Run                           | 9. 大どんでん返し（2021Ver.）                    | MIUZ-2202 | 会場限定版 |
| 2nd  | 2022年3月23日 | Winning Run                           | 10. Birthday                                     | MIUZ-2202 | 会場限定版 |
| 2nd  | 2022年3月23日 | Winning Run                           | 11. EASY EASY                                    | MIUZ-2202 | 会場限定版 |
| 2nd  | 2022年3月23日 | Winning Run                           | 12. どうしてこんなに好きになっちゃったんだろう？ | MIUZ-2202 | 会場限定版 |
| 2nd  | 2022年3月23日 | Winning Run                           | 13. Winning Run                                  | MIUZ-2202 | 会場限定版 |

### 映像作品
- Music Video Crips「First Season」（DVD VIDEO：2016年12月11日発売）※4曲のフルサイズMV、メンバーインタビュー、メイキング収録
- Music Video Crips「Second Season」（DVD VIDEO：2018年6月17日発売）※9曲のフルサイズMV、メンバーインタビュー、メイキング収録
- 「PINK SOUL FLOWER」3rd Anniversary One-man Live（DVD VIDEO：2019年1月20日発売）※演目中17曲を収録

### 参加作品
| アーティスト・クライアント名 | タイトル・番組名                                    | 発売日・放送開始日 | 規格     | 品番      | 参加曲                                                 | 備考                                                             |
| ---------------------------- | --------------------------------------------------- | ------------------ | -------- | --------- | ------------------------------------------------------ | ---------------------------------------------------------------- |
| バッキン隊                   | お姫様だっこ                                        | 2017年11月26日     | CD       | MIUZ-0082 | 「お姫様だっこ」 「おはようのメロディ ～家族のうた～」 | ももか参加 Vo. ジャケット                                        |
| りり                         | Motto Motto Motto                                   | 2017年12月24日     | CD       | MIUZ-0085 | 「Motto Motto Motto」                                  | ももか参加 振付                                                  |
| まちだガールズ・クワイア     | MGC CLASSIC Vol.2                                   | 2019年2月14日      | CD       | SAT-020   | Ice Nine                                               | ロザリオクロス参加 振付                                          |
| Daiichi-TV（静岡第一テレビ） | まるごと Shizuoka Now & Trip                        | 2019年4月1日〜     | BGM      | ー        | 番組テーマジングル                                     | ロザリオクロスのゆわと、同じレーベルのシンガー櫻井里花 がVo.参加 |
| Daiichi-TV（静岡第一テレビ） | まるごと                                            | 2022年3月28日〜    | BGM      | ー        | 番組テーマジングル                                     | ロザリオクロスがVo.を担当                                        |
| 静岡朝日テレビ               | 目指せ35市町走破！アナRUN＋（スポーツパラダイス内） | 2022年4月〜        | CMソング | ー        | 駆け抜けろSHIZUOKA                                     | 番組（企画CM）バックに流れるテーマソングを担当                   |

## ライブ・イベント
※定期イベント・不定期イベント・定期公演については各項を参照。

### 2012年（十代時代）
- 9月24日、川崎CLUB CITTAで行われた「K-POPカバーダンスコンテスト MVK vol.2[60]」に出場し優勝。
- 9月29日、「日韓交流おまつり2012 in Tokyo」内で行われた「K-POPコンテスト2012」に出場。本選大会で人気賞を受賞[61]。
- 9月30日、「日韓交流おまつり2012 in Tokyo」内で行われた「JK-POP DANCE SHOW「K-POPカバーダンス大会 2012 in Tokyo」に出場。優勝を果たす[62]。
- 11月24日、山梨県甲府市で行われた「2012関東・東海B−1グランプリin甲府」に出演。甲府駅北側よっちゃばれ広場で静岡おでんをPR[63]。

### 2013年（十代時代）
- 8月11日、静岡市青葉シンボルロードで行われた「しずおか"おまち"で夏まつり2013」に出演。
- 8月16日、静岡市青葉シンボルロードで行われた「SBSサマーフェスト2013」に出演。
- 9月28日、静岡市青葉シンボルロードで行われた「とびっきり！あさひテレビまつり」でくまモンとコラボ出演
- 9月29日、静岡市青葉シンボルロードで行われた「とびっきり！あさひテレビまつり」に、くりかまき、GEM、ゆるキャラらとともに出演[64]。

### 2014年（十代時代）
- 1月1日、SBSで放送された「2014元旦から生放送!! 新年!メデタイ静岡 〜生でモチモチいかせて〜」に出演。[65]
- 4月13日、静岡市清水区の日立アプライアンス清水事業所構内で行われた「日立まつり」に出演[66]。
- 10月25日、日本軽金属㈱ 蒲原製造所で行われた「日軽祭」に出演。この日から、後のロザリオクロスのデビューメンバーである ももか・いまり・ひめか・りこ・みむ・ゆわの6人での活動となる[67]。
- 11月3日、JR掛川駅北口駅前商店街エリアで行われた第33回掛川商工まつり内のイベントとして開催された「かけがわアイドルステージ in 商工まつり」に、県内の複数のローカルアイドルらと共に出演。

### 2015年（以降ロザリオクロス）
- 6月21日、SHIZUOKA109（*当時）前で行われた「TOKAIケーブルネットワーク 太田克樹デビューイベント」に出演。
- 11月3日、「掛川を萌やせ！ かけがわアイドルステージ in 商工まつり」に出演。
- 11月29日、SOUND SHOWER ark 清水にて、1st Single「Lucky Girl」発売前夜祭『 I'm Lucky Girl !!』開催。（デビュー記念単独ライブ）
- 12月25日、静岡マッターホルンにて、ROSARIO+CROSS X'mas party 開催。（クリスマスショー＆ファンミーティング）

### 2016年
- 5月15日、静岡市 DEAMS FLEX-München（ディームス フレックス ミュンヘン）[注釈 6] にて、ロザリオの定期単独公演「bloom!!」初開催。
- 8月18日、名古屋遠征。イオンモール熱田で行われた「愛踊祭2016」東海エリア代表決定戦で優勝、決勝大会に進出。
- 9月10日、東京遠征。TOKYO DOME CITY HALLで開催された「愛踊祭2016」決勝大会に出場し、審査員特別賞（ベストダンスパフォーマンス賞）を受賞。
- 9月19日、東京遠征。池袋のタワーレコードにて、3rdシングル「Are you ready? / ラン！ラン！ラン！」CDリリースイベントを開催。
- 10月5日、「愛踊祭2016」での検討を祝し、地元静岡のしずぎんホール ユーフォニアにて凱旋ライブを開催。（初のホールワンマン：powered by TOKAI）
- 10月10日、東京遠征。浅草の「まるごと日本」で行われた「浅草de全国ご当地アイドル祭」に出演。
- 10月16日、東京遠征。代々木公園で行われた「スポーツオブハート2016アイドルフェスティバル」に出演。池袋シアターYESで行われた「Next Music Live」に出演。
- 11月6日、大道芸ワールドカップin静岡にて、TOKAIケーブルネットワークの「トコチャン7時間生放送」にトコチャンファミリーと参加。
- 12月11日、SOUND SHOWER ark 清水にて、ロザリオクロス デビュー1周年記念ワンマン「HELLO!未来」開催。第1部はライブ、第2部は初のファンミーティング。

### 2017年
- 2月4日、タワーレコード静岡店にて、4thシングル「HELLO!未来」リリースイベント開催。
- 2月5日、東京遠征。吉祥寺 CLUB SEATAにて「目指せ！超ドSフェスタしずおか。四二〇〇八五五」ステージ2 公開収録イベント。
- 2月19日、東京遠征。中野 S.U.B TOKYOにて「bloom2017 vol.1」開催。
- 3月11日、東京遠征。中野 S.U.B TOKYOにて「「アイドル放課後プロジェクト特別編」～早割ワンコインイベント～ に出演。
- 5月28日、東京遠征。フジテレビ7F『フジさんのヨコ』ステージで行われた「TIF2017全国選抜LIVE」関東Bブロック決勝大会に出場。優勝を果たしTIF2017への出場権を獲得した[68]。
- 6月3日、東京遠征。吉祥寺 CLUB SEATA・KICHIJOJI SHUFFLEにて行われた「目指せ！超ドSフェスタしずおか。四二〇○八五五」ステージ4 公開収録イベントに出演。
- 7月16日、名古屋遠征。単独1st TOUR 2017「青春コールミー」名古屋公演を開催。
- 7月22日、東京遠征。単独1st TOUR 2017「青春コールミー」東京公演開催。
- 7月23日、SOUND SHOWER ark 清水にて、単独1st TOUR 2017「青春コールミー」静岡公演開催。
- 8月5日・6日、東京遠征。お台場で開かれた「TIF2017」に初出演。2日間を通して計4回のライブステージを行った。
- 9月16日、SOUND SHOWER ark 清水にて、ロザリオクロス ファンミーティング vol.2 開催。
- 11月11日、福岡遠征。大野城市 BARKUP FUKUOKA[注釈 7] にて行われた「青SHUN学園主催 秋フェス★福岡で織り成すオーエーオー!!」に出演。
- 12月16日、SOUND SHOWER ark 清水にて、6th Single「Lips 〜踊れ恋心〜」発売記念ワンマンライブ「Lips 〜踊るROSARIO＋CROSS〜」開催。
- 12月17日、東京遠征。中野 S.U.B TOKYOにて、6th Single「Lips 〜踊れ恋心〜」発売記念ワンマンライブ「Lips 〜歌うROSARIO＋CROSS〜」東京編開催。

### 2018年
- 1月13日、タワーレコード静岡店にて、6thシングル「Lips ～踊れ恋心～」リリースイベント開催。
- 2月17日、神奈川遠征。サンダースネイク厚木にて、厚木単独ライブ開催。（「先輩、ロザリオクロスと申します。」[注釈 8] 連動企画）
- 2月24日、エスパルスドリームプラザで行われた、TOKAIグループ Presents K-mix「WONDER'69」公開生放送に出演。
- 3月3日・4日、ロワジールホテル豊橋で行われた「中スポ音楽祭 in 豊橋」に出演
- 4月29日、LIVE ROXY SHIZUOKAにて、7th Single 『大どんでん返し』発売記念ワンマンライブ開催。
- 5月3日〜6日、LIVE ROXY SHIZUOKAにて、静岡最大級のアイドルフェスとなる「SHIZUOKA MUSIC GENIC（IDOL GENIC）[69]」が初開催された。ロザリオクロスはIDOL GENICに4日間通して出演。
- 6月16日、イオンモール富士宮1Fさくらコートにて行われた「静岡県フェア2018」に出演。
- 6月24日、名古屋遠征。名古屋市緑区の大高緑地特設ステージで開催された SYACHI FES 2018に出演。
- 7月7日、イオンモール浜松志都呂で行われたTOKAIグループ Presents K-mix「WONDER'69」公開生放送に出演。
- 8月3日・4日、東京遠征。お台場で行われた「TIF2018」に出演。
- 12月1日、静岡市清水文化会館マリナート 小ホールにて、デビュー3周年記念ホールワンマンライブ「Pink Soul Flower」開催。
- 12月6日、「静岡マルイノオンガク」第1弾として、静岡マルイとmiuzicのコラボ「マルイ×miuzicイベントvol.1」が、同レーベルの太田克樹・カテリンとともに静岡マルイ4Fイベントスペースにて初開催された[70][71]。

### 2019年
- 1月12日、イオンモール富士宮1Fさくらコートにて行われた「TOKAIグループpresents 新春トコチャン ファミリーライブ&ペットフェスタ」に出演。
- 1月20日、昼は東京遠征。町田市のThe Play houseで行われた、まちだガールズ・クワイア主催「あやね生誕and卒団 Special DAY 《1部》Thanks Friends〜くまと愉快な仲間たち〜」に出演。夜は静岡のSound Shower ark 清水にてHimeka・Momoka卒業ライブとなる「Lucky Girl 2019」を開催。
- 2月3日、静岡マルイにて「マルイノオンガク Special vol.1」を1F特設ステージ & 4Fイベントスペースにて開催。総勢11組のアーティストが集結。
- 2月22日、静岡市内のライブバーFreakey Show にて、8thシングル発売記念ファンミーティング「再出発の誓い 〜Brand New Smile〜」開催[注釈 9]。
- 2月24日、京都遠征。京都タワーホテル 10階屋上テラスで行われた「KYOTOIDOL CARNIVAL -feat.KBS KYOTO Radio だって♡好きなんだもん！-」に出演。
- 4月27日、LIVE ROXY SHIZUOKAにて、ロザリオクロス新メンバーお披露目LIVE開催。新メンバー2名 もえこ と ゆり[注釈 10] の正式加入が発表され、新体制5人での活動がスタート。
- 5月18日、ダイバーシティ東京プラザの地下にある｢Zepp Divercity Tokyo｣で開催された、「テレジア×miuzic Entertainment共済『Mezzo Forte SP』」に出演[72][73]。
- 7月13日、清水マリンパークにて開催の「清水港開港120周年 開港祭」に出演。
- 8月2日・3日・4日、東京遠征。お台場で開催された第10回「TIF2019」に出演。3日に2ステージ、4日に1ステージを行った。
- 11月4日、しずぎんホールユーフォニアにて、デビュー4周年記念ホールワンマンライブ「希望フレーバー」開催。
- 11月24日、東京遠征。HIT STUDIO TOKYOにて、デビュー4周年記念ワンマンライブ 東京ステージ「希望フレーバーin東京」開催。
- 11月30日、ROSARIO+CROSS結成5周年を迎える[74]。
- 11月27日、ツインメッセ静岡で開かれた「大日本プロレス ツインメッセ静岡大会」にゲスト出演し、リング上でライブパフォーマンスを行った。
- 12月7日、ららぽーと磐田にて「miuzic Entertainment合同イベント」開催
- 12月22日、SOUND SHOWER ark 清水にて、いまり卒業イベント「君とみるMIRAI」開催。昼はゲストを呼んでの対バン、夜はロザリオクロスのみ。

### 2020年
- 1月5日、東京遠征。青山RizMにて行われた「PARTY WITH YOU vol.3」に出演。
- 2月23日、グランシップ1Fロビーで行われた「SPAC『メナム河の日本人』関連企画 アーティストトーク」に みむとゆわがゲスト出演。
- 2月24日、静岡Freaky Showにて、「歌だけで伝える定期ライブ『I'M A SINGER vol.1』」開催。
- 3月1日、LIVE ROXY SHIZUOKA にて行われた「Music Net Park ～Spring Fes～」に出演。昼・夜 2公演。
- 3月22日、静岡SUNASHにて、昼に「ゆわ生誕祭」開催。夜は、2月28日に中止となっていた定期公演「Shout! Shout! Shout! vol.1」を開催。
- 3月29日、静岡Freaky Showで開催予定だった「歌だけで伝える定期ライブ『I'M A SINGER vol.2』」 は、新型コロナの影響により、無観客Youtube Live配信の形で行われた[75]。
- 3月31日、ツインメッセ静岡で行われた「大日本プロレス 一騎当千〜strong climb〜 ツインメッセ静岡大会」にゲスト出演、リング上でライブパフォーマンスを行った。
- 5月3日、Youtubeライブを使い、新曲「EASY EASY」発売当日記念グループ配信を行った。また、各サブスクなどでも楽曲配信を開始。
- 5月5日、浜松FMのゴールデンウィーク特別番組「FM Haro! ENERGY MUSIC」にコメント出演[76]。
- 5月9日、Youtubeチャンネルでまちだガールズ・クワイアとのコラボトーク配信を行った。
- 5月17日、ロザリオのゆわが進行役となり、同じmiuzicレーベルの織田美海・ゆなは・ふっぴーと共にトーク配信を行った。
- 5月23日、YoutubeチャンネルでJAおおいがわPRユニット茶果菜とのコラボトーク配信を行った。また同夜、ロザリオのもえこと同レーベルの櫻井里花とのコラボ配信を行った。
- 6月6日、有料配信ライブ ONLINE HOME LIVE「Practice Room」を開催（スタジオからの練習風景やトーク）。
- 6月27日、静岡マルイ4Fイベントスペースにて、New Single「EASY EASY」 CD販売&お渡し会開催。[77]
- 6月28日、新型コロナ規制解除にともない、MARK IS 静岡にて「アルイテイコウ Vol.56」開催。
- 7月3日、JR静岡駅北口地下広場イベントスペースにて開催された「静岡中央警察署と合同の交通安全イベント」に、太田克樹・カテリンとともに参加。
- 7月11日、東京・福岡・宮城・静岡からの4元中継配信アイドルフェス「ワールドカオス」に出演。同じ静岡から参加するMarble-Mapleとともに掛川市のライブバーcombi-IIよりライブ配信を行った。連動して同日同所にて「Marble-Maple×ROSARIO+CROSSツーマンライブ」を開催。
- 7月29日、COAST FM（ぱれっとタウン「Zoom Up Radio」にもえこがゲスト出演。8月より月一第3金曜日17:00〜の「トワイライトビーチ」へのレギュラー出演が発表された[78]。
- 8月9日、LIVE ROXY SHIZUOKAにて「10th Single『EASY EASY』発売記念ワンマンライブ」開催。
- 9月13日、静岡Freaky Showにて「IDOL Acoustic vol.21 in 静岡」開催[79]。昼・夜 2公演[注釈 11]
- 9月25日、やどりぎ座 2周年祭トークイベント『R(eal)-指定』にmimuがゲスト出演[80]。
- 9月30日、TIFオンライン2020に出演
- 10月4日、名古屋遠征。中区 栄のReNY向かいのエディオン久屋広場で行われた『FORM JAPAN FES@久屋広場』と、NAGOYA ReNY Limitedにて行われた『IDOL MIX LIVE 2020』に出演[81]。
- 10月17日、つま恋リゾート彩の郷にて行われた『つま恋アイドルフェス2020』に出演。昼・夜2公演[82]。
- 10月30日、名古屋遠征。大須のX-HALL -ZENにて開催された「SOUND OF POP MUSIC in NAGOYA」に出演[83]。
- 11月1日、静岡Freaky Showにて『IDOL Acoustic vol.22 in 静岡』開催。ロザリオからRena出演[84]。
- 11月19日、静岡ツインメッセにて行われた『大日本プロレス静岡大会』でのレンタサイクル パルクルの告知にyuwaとmoekoが参加
- 11月26日、下北FMラジオ無観客生配信に、ロザリオクロスからYuwaとMimuがリモートで生出演[85]。
- 11月29日、名古屋遠征。NAGOYA ReNY Limitedにて行われた『なないろDREAM FES』に出演[86]。
- 12月6日、静岡市人宿町やどりぎ座にて行われた配信型マルチエンタメフェス「そとぼりっ！！」に出演[87][注釈 12]。
- 12月19日、LIVE ROXY SHIZUOKAにて行われたSOUND OF POP MUSIC Vol.2 in shizuokaに出演[88][注釈 13]。
- 12月20日、名古屋遠征。『Xmas Girls FES@NAGOYA ReNY limited』と『なないろDREAM FES フリー@久屋広場』に出演[89][注釈 13]。
- 12月24日、マークイズ静岡柚木口にて、新曲CD「Birthday 」先行販売&お渡し会開催[90]。
- 12月27日、静岡市清水文化会館マリナートにて、5周年記念ホールワンマン『書きかけのペーパーバック』を開催。

### 2021年
- 1月16日、オンライントーク特典会開催。
- 1月17日、静岡Freaky Showにて『ROSARIO+CROSSファンミーティング』を開催[91]。
- 2月14日、静岡SUNASHにて『Rena生誕祭』開催[92]。
- 3月21日、静岡SUNASHにて『Yuwa生誕祭』開催[93]。
- 4月3日、ツインメッセ静岡にて行われた『大日本プロレスツインメッセ静岡大会』にゲスト出演。
- 4月17日、静岡SUNASHにて『Mimu生誕祭』開催。
- 4月18日、浜松ガーデンパークにて行われた『おとらくえん in 浜名湖ガーデンパーク』に出演[94]。
- 4月24日、静岡Freaky Showにて『IDOL Acoustic vol.23 in 静岡』を開催。ロザリオからYuwaとMoekoが参加[95]。
- 4月29日、静岡SUNASHにて『Moeko生誕祭』開催[96]。
- 5月4日、LIVE ROXY SHIZUOKAにて単独公演『Spring Live2021』開催[97]。
- 7月11日、名古屋遠征。NAGOYA ReNY limitedで行われた『NAGOYA Clean Summer Festival 2021』に出演[98]。
- 8月1日、名古屋遠征。名古屋クアトロで行われた『LOPI・LOPI FUN FUN stage 0801』に出演[99]。
- 8月9日、名古屋遠征。NAGOYA ReNY limitedで行われた『☆バンLIVE！Vol.5』に出演[100]。
- 8月29日、横浜遠征。横浜アリーナで行われた『@JAM EXPO 2020-2021』に出演[101]。
- 9月11日、名古屋遠征。伏見ライオンシアターで行われた『青春☆ワンダーランド in 名古屋 vol.6」に出演[102]。
- 9月22日、YouTube生配信番組 『Wonder Wheel"mini" Vol.3』 に出演[103]。
- 9月26日、静岡SUNASHにて『Yuri生誕祭』開催[104]。
- 10月16日、名古屋遠征。若宮広場とシアターZONEで行われた『GODフェス』に出演[105]。
- 10月30日、SOUNDSHOWER ark 清水で開催された『第1回日本アイドル集会』に出演[106]。
- 10月31日、静岡青葉シンボルロードで行われた「静岡まつり秋の陣」に出演[107]。
- 11月3日、ジーンズショップOSADA東静岡店にて、公式テーマソング「OSADAへ行こう！」リリイベ&ミニライブ開催[108]。
- 11月21日、イオン浜松志都呂で開催の『miuzic合同イベントin浜松』に出演[109]。
- 11月23日、しずぎんホールユーフォニアにて、デビュー6周年記念ホールワンマン『SMILE 〜置いてきた笑顔をここに集めて〜』開催[110]。
- 12月2日、下北FMにYuwa、Mimuがリモート出演[111]。
- 12月12日、ベイドリーム清水で開催の『miuzic合同イベント in ベイドリーム清水』に出演[112]。

### 2022年
- 1月8日、『miuzic合同イベント in ベイドリーム清水』出演。
- 2月20日、清水arkにて『SOUND OF POP MUSIC vol.8 in Shizuoka』・『星野れな生誕祭！』開催。
- 3月26日、清水arkにて『麻倉ゆわ生誕祭』開催。
- 4月17日、ららぽーと磐田屋外イベント広場メインステージ にて「miuzic Entertainment合同イベント」開催。
- 4月29日、静岡SUNASHにて永井萌子生誕祭開催。
- 7月3日、タワーレコード静岡店で開催の『miuzic Entertainment合同イベント』に出演。
- 7月9日、浜松窓枠で開催の『ROSARIO＋CROSSと、no Filterが浜松にやって来た！ヤァヤァヤァ！』に出演
- 7月18日、東京遠征。お台場『2022 TOKYO アイドル博LIVE！』、TwinBoxGARAGEで開催の『アキバ大作戦-NIGHT-』に出演。
- 7月30日、LIVE ROXY SHIZUOKAにて『ROSARIO CROSS 2nd Album「Winning Run」発売記念ワンマン』開催。
- 8月28日、@JAM EXPO 2022 in 横浜アリーナに出演。
- 9月19日、KADODE OOIGAWAで開催の『天神屋 presents 門出ソフトプリンセス ROSARIO+CROSSイベント』に出演。
- 9月23日、LIVE ROXY SHIZUOKAで開催の『no Filter 1st tour「スターの皆さん、こんにちわ！』【静岡対バン】に出演。
- 10月15日、静岡SUNASHで開催の『GOLDRAIN FESTIVAL!2022静岡』に出演。
- 10月29日、名古屋遠征。X-HALL ZEN / Y-CITY HALLで開催の『XPLOSION. fes』に出演。
- 11月19日、静岡 Freakeyshowにて開催の『IDOL Acoustic vol.26 in 静岡』にロザリオクロスから永井萌子と星野れなが出演。
- 11月23日、静岡SUNASHにて、麻倉ゆわ 初の単独ソロライブ『YOUR SONG』開催。[113]
- 12月4日、「ROSARIO+CROSSと行く！清水ベイクルーズ！！」開催。[114]
- 12月10日、エリカスパルサ静岡店にて、SHOWROOM配信番組『ROSARIO+CROSSのPlease don't touch me!!』オフライン開催。[115]
- 12月18日、天神屋マークイズ静岡店にて『門出ソフトお渡し会』開催。
- 12月24日、LIVE ROXY SHIZUOKAにて開催の『SOUND OF Christmas POP MUSIC 2022』に出演。

### 2023年
- 1月7日、清水マリナート小ホールにて、デビュー7周年記念 単独ホールワンマン『ナナイロのキオク』開催。
- 1月22日、名古屋遠征。SAKAE R.A.Dで開催の『RAD EASY LIVE』に出演。
- 12月17日、清水マリナート小ホールにて、8周年記念ホールワンマン「真夏の太陽とハニーレモネード」開催。
- 12月24日、LIVE ROXY SHIZUOKAにて開催の「SOUND OF Christmas POP MUSIC 2023」に出演。
- 12月30日、静岡Sunashにて、ファンクラブ限定ワンマン「リクエストソングス」開催。
- 12月31日、赤羽ReNY alpha で開催の「カフェレボ！ カウントダウン前SP」に出演。

### 定期イベント

#### アルイテイコウ
マークイズ静岡にて定期的（ほぼ月一）に開催されている、miuzicとイケヤ マークイズ静岡店のコラボイベント。当初は館内のエスカレーター脇のイベントスペース「メインコート」での開催が主だったが、2017年辺りからは柚木口（正面玄関スペース）での開催にほぼ固定。2018年からは「男の子編」「女の子編」「シンガー編」など、カテゴリー分けして開催されていることが多くなった。　※ロザリオクロス出演回のみ記載
| #        | 開催日         | 他の出演者                                                                               | 備考 |
| -------- | -------------- | ---------------------------------------------------------------------------------------- | --- |
| vol.1    | 2016年4月17日  | 太田克樹                                                                                 | |
| vol.2    | 2016年5月29日  | 太田克樹、犬塚志乃（ex.dela）                                                            | |
| vol.3    | 2016年6月12日  | 太田克樹                                                                                 | |
| vol.4    | 2016年7月10日  | 犬塚志乃（ex.dela）、カテリン、太田克樹                                                  | |
| vol.5    | 2016年8月21日  | カテリン                                                                                 | |
| vol.6    | 2016年9月18日  | 太田克樹                                                                                 | |
| vol.7    | 2016年10月9日  | Vipera、太田克樹                                                                         | |
| vol.8    | 2016年11月26日 | 太田克樹                                                                                 | |
| vol.9    | 2016年12月18日 | 太田克樹                                                                                 | |
| vol.10   | 2017年1月29日  | dela、太田克樹、小林秀樹、親盛えみり                                                     | Special ※マークイズ静岡 柚木口とメインコートで同時開催                                                                          |
| vol.11   | 2017年2月26日  | 太田克樹、親盛えみり                                                                     | |
| vol.12   | 2017年3月19日  | 太田克樹、親盛えみり                                                                     | |
| vol.13   | 2017年4月9日   | 太田克樹                                                                                 | |
| vol.14   | 2017年5月7日   | 太田克樹、親盛えみり                                                                     | |
| vol.15   | 2017年6月11日  | 太田克樹、親盛えみり                                                                     | |
| vol.16   | 2017年7月8日   | 太田克樹、親盛えみり                                                                     | |
| vol.17   | 2017年8月11日  | 太田克樹、親盛えみり                                                                     | |
| vol.18   | 2017年9月24日  | 太田克樹、親盛えみり                                                                     | |
| vol.19   | 2017年10月15日 | 太田克樹、Riico(ex. DEEP GIRL)                                                           | |
| vol.19.5 | 2017年10月29日 | 親盛えみり、Riico(ex. DEEP GIRL)                                                         | 〜Happy Halloween〜 スペシャル公演                                                                                              |
| vol.20   | 2017年11月26日 | 太田克樹、親盛えみり、Riico(ex. DEEP GIRL)、穐田和恵（ex.SDN48）                         | ※マークイズ静岡 柚木口とメインコートで同時開催                                                                                  |
| vol.21   | 2017年12月24日 | 太田克樹、親盛えみり、Riico(ex. DEEP GIRL)                                               | クリスマスイブスペシャル |
| vol.22   | 2018年1月14日  | 親盛えみり、Riico(ex. DEEP GIRL)、沢井里奈(from dela)                                    | 女の子編 |
| vol.24   | 2018年2月11日  | 親盛えみり、Riico(ex. DEEP GIRL)                                                         | 女の子編 |
| vol.25   | 2018年3月17日  | Riico(ex. DEEP GIRL)、茶果菜                                                             | 女の子編 |
| vol.26   | 2018年4月8日   | Riico(ex. DEEP GIRL)、ORANGE PORT                                                        | 女の子編 |
| vol.28   | 2018年5月20日  | Riico(ex. DEEP GIRL)、永井萌子(from ORANGE PORT)                                         | 女の子編 |
| vol.30   | 2018年6月17日  | Riico(ex. DEEP GIRL)、まちだガールズ・クワイア                                           | 女の子編 |
| vol.31   | 2018年7月15日  | Riico(ex. DEEP GIRL)、Nozomigirl NEed                                                    | 女の子編 |
| vol.35   | 2018年8月26日  | かぽり、KIRI、櫻井里花、沢井里奈(from dela)、 Riico(ex. DEEP GIRL)、太田克樹             | Special |
| vol.36   | 2018年9月9日   | Riico(ex. DEEP GIRL)、ORANGE PORT、かぽり                                                | 女の子編 |
| vol.37   | 2018年10月14日 | Riico(ex. DEEP GIRL)、ORANGE PORT、かぽり                                                | 女の子編 |
| vol.38   | 2018年11月17日 | 太田克樹、櫻井里花、Riico(ex.DEEP GIRL)、永井萌子(ex.ORANGE PORT)                        | シンガー編 |
| vol.39   | 2018年11月18日 | かぽり、まちだガールズ・クワイア                                                         | 女の子編 |
| vol.40   | 2018年12月23日 | 太田克樹、Riico(ex.DEEP GIRL)、櫻井里花                                                  | 総集編 |
| vol.41   | 2019年1月27日  | Riico(ex.DEEP GIRL)、鈴木花純＆櫻井里花、RiO(from RY's)                                  | 女の子編 |
| vol.42   | 2019年2月17日  | Riico(ex. DEEP GIRL)、櫻井里花                                                           | 女の子編 |
| vol.43   | 2019年3月31日  | きゃわふるTORNADO                                                                        | 女の子編 |
| vol.44   | 2019年4月20日  | Riico(ex. DEEP GIRL)、櫻井里花                                                           | 女の子編 |
| vol.45   | 2019年5月25日  | 鈴木花純＆櫻井里花、川音 希(ex.アイドルカレッジ)                                         | 女の子編 |
| vol.46   | 2019年6月23日  | 太田克樹、櫻井里花、りり                                                                 | |
| vol.47   | 2019年7月28日  | 櫻井里花、りり                                                                           | 女の子編 |
| vol.48   | 2019年8月25日  | 櫻井里花、まちだガールズ・クワイア                                                       | 女の子編 |
| vol.49   | 2019年9月15日  | 櫻井里花                                                                                 | 女の子編 |
| vol.50   | 2019年10月26日 | 太田克樹、櫻井里花、dela                                                                 | Special ※delaは2部のみの出演 |
| vol.51   | 2019年11月23日 | 櫻井里花、かぽり                                                                         | 女の子編 |
| vol.52   | 2019年12月8日  | ORANGE PORT、あいぜっちゅー、茶果菜                                                      | 静岡アイドル編 |
| vol.53   | 2020年1月26日  | 櫻井里花                                                                                 | 女の子編 |
| vol.54   | 2020年2月22日  | 太田克樹、織田美海（ゆなは、ふっぴー）                                                   | ※ゆなはとふっぴーは顔見せ・特典会のみ                                                                                           |
| vol.55   | 2020年3月20日  | 太田克樹、ゆなは(ex.ORANGE PORT)                                                         | ※新メンバーRena 初お披露目 |
| vol.56   | 2020年6月28日  | 太田克樹、ゆなは、ふっぴー                                                               | 4月12日からの振替開催 ※ゆなはは2部のみ                                                                                          |
| vol.57   | 2020年7月23日  | 茶果菜、織田美海、ゆなは、ふっぴー                                                       | 5月19日からの振替開催 |
| vol.58   | 2020年8月15日  | 太田克樹、ゆなは、ありす                                                                 | |
| vol.59   | 2020年9月20日  | ゆなは、Marble-Maple                                                                     | ※Marble-Maple 阿部は1部のみ出演                                                                                                 |
| vol.60   | 2020年10月18日 | 太田克樹                                                                                 | 太田克樹とロザリオのツーマンイベント                                                                                            |
| Vol.61   | 2020年11月28日 | 太田克樹、ゆなは、ふっぴー、カテリン                                                     | |
| vol.62   | 2020年12月13日 | 太田克樹、Marble-Maple、茶果菜、あいぜっちゅー、ゆなは、ふっぴー                         | 静岡IDOL Special !! ※Renaが体調様子見で欠席                                                                                     |
| vol.63   | 2021年1月10日  | 太田克樹、ゆなは                                                                         | ※太田克樹は体調不良で急遽欠席 ※ゆなはは2部のみ                                                                                  |
| vol.64   | 2021年2月7日   | 太田克樹、織田美海、ゆなは、ふっぴー                                                     | ※ゆなはは2部のみ |
| vol.65   | 2021年3月14日  | ゆなは、VeryMerry、名古屋CLEAR'S                                                         | ※一部のオープニングアクトとしてカテリンが出演                                                                                   |
| vol.66   | 2021年4月11日  | ゆなは、ありす、Marble-Maple                                                             | |
| vol.67   | 2021年5月16日  | ゆなは、織田美海、令和華伝                                                               | |
| vol.68   | 2021年6月19日  | 茶果菜、Marble-Maple、沢井里奈(ex.dela)                                                  | |
| vol.69   | 2021年7月3日   | 太田克樹、織田美海、ゆなは(from no Filter)                                               | ※台風余波の影響で、1部を中止し2部のみでの開催となった                                                                           |
| vol.70   | 2021年8月8日   | ※ロザリオクロスのみ                                                                      | 12thシングル「自分ジャッジ」発売決定記念 ※一部では等身大パネルお披露目、2部では新曲「自分ジャッジ」を初披露                     |
| vol.71   | 2021年9月25日  | no Filter、織田美海                                                                      | ※no Filterはアルイテイコウ初出演、織田美海はこの日デビューライブ                                                                |
| vol.72   | 2021年10月31日 | no Filter、織田美海                                                                      | ハロウィンスペシャル ※この日は16:00からの1部のみ                                                                                |
| vol.73   | 2021年11月7日  | no Filter、織田美海                                                                      | |
| vol.74   | 2021年12月5日  | 太田克樹、織田美海、no Filter、茶果菜、Marble-Maple                                      | 年末スペシャル ※Marble-Mapleは2部のみ                                                                                           |
| vol.75   | 2022年1月22日  | 織田美海、no Filter                                                                      | |
| vol.76   | 2022年2月27日  | no Filter、Marble-Maple                                                                  | |
| vol.77   | 2022年3月13日  | 織田美海、茶果菜（中止）                                                                 | ※静岡県の新型コロナまん延防止等重点措置の再延長発令にともない中止に                                                             |
| vol.78   | 2022年4月23日  | no Filter、まちだガールズ・クワイア                                                      | |
| vol.79   | 2022年5月22日  | no Filter、moZku                                                                         | ※moZkuは1部のみ |
| vol.80   | 2022年6月25日  | no Filter、織田美海                                                                      | |
| vol.81   | 2022年7月16日  | no Filter、織田美海                                                                      | ※no Filterは2部のみ |
| vol.82   | 2022年8月14日  | no Filter、Marble-Maple                                                                  | |
| vol.83   | 2022年9月24日  | no Filter、織田美海（中止）                                                              | ※台風15号の被害の影響により中止に                                                                                               |
| vol.84   | 2022年10月9日  | no Filter                                                                                | |
| vol.85   | 2022年11月27日 | no Filter、織田美海                                                                      | ※星野れな 学業の為欠席 ※白嵜美夢 諸事情によりお休み                                                                             |
| vol.86   | 2022年12月18日 | no Filter、織田美海、山崎亜美瑠、サイレントラプソディ                                    | ※白嵜美夢 諸事情によりお休み |
| vol.87   | 2023年1月28日  | no Filter、まちだガールズ・クワイア                                                      | |
| vol.88   | 2023年2月29日  | no Filter、サイレントラプソディ                                                          | |
| vol.89   | 2023年3月25日  | no Filter、Nine chocolates                                                               | |
| vol.90   | 2023年4月23日  | 太田克樹、※サイレントラプソディ                                                          | 通算7周年回 ※一部のみサイレントラプソディ参加                                                                                   |
| vol.91   | 2023年5月28日  | no Filter                                                                                | |
| vol.92   | 2023年6月25日  | no Filter                                                                                | |
| vol.93   | 2023年7月8日   | no Filter、織田美海                                                                      | |
| vol.94   | 2023年8月6日   | no Filter                                                                                | |
| vol.95   | 2023年9月17日  | no Filter                                                                                | |
| vol.96   | 2023年10月29日 | Nine chocolates                                                                          | ※この日は変則4部編成 ROSARIO+CROSSは1・4部、Nine Chocolatesは2・3・4部に出演                                                    |
| vol.97   | 2023年11月26日 | no Filter                                                                                | ※no Filterは1部 ゆなは・すず・なの・りん の4名、2部はすず・りん のみ                                                            |
| vol.98   | 2023年12月23日 | no Filter                                                                                | |
| vol.99   | 2024年1月27日  | no Filter                                                                                | |
| vol.100  | 2024年2月18日  | 太田克樹、no Filter、Nine Chocolates、miuzic Next（O.A）、半田いまり（スペシャルゲスト） | ※miuzic Nextは 1部のみ（アルイテイコウ初出演）のえるお休み、 no Filter りえ お休み、Nine Chocolates 天﨑ことり・藤咲ゆら お休み |
| vol.101  | 2024年3月2日   | no Filter                                                                                | |
| vol.102  | 2024年4月13日  | 太田克樹・no Filter                                                                      | |
| vol.103  | 2024年5月18日  | no Filter                                                                                | |
| vol.104  | 2024年6月8日   | no Filter                                                                                | |
| vol.105  | 2024年7月20日  | 織田美海                                                                                 | |
| vol.106  | 2024年8月17日  | no Filter、織田美海                                                                      | |
| vol.107  | 2024年9月21日  | 織田美海                                                                                 | |
| vol.108  | 2024年10月     | 織田美海、no Filter、Nine chocolates、miuzic Next                                        | ※miuzic Nextは新体制になってから初参加                                                                                          |

#### STRAWBERRY FLAG
けやきプラザ（旧静岡東急スクエア）入口 ICAビジョン下で行われていた、ほぼ月一 2部制 観覧無料定期ライブ
| #      | 開催日         | 出演者                                         | 備考 |
| ------ | -------------- | ---------------------------------------------- | --- |
| vol.1  | 2021年6月20日  | ROSARIO+CROSS・織田美海・ゆなは                | |
| vol.2  | 2021年7月24日  | ROSARIO+CROSS・織田美海・ゆなは                | |
| vol.3  | 2021年10月17日 | ROSARIO+CROSS・織田美海・no Filter             | 新型コロナ緊急まん延防止措置の影響で3ヶ月延期しての開催                                                                        |
| vol.4  | 2021年11月14日 | ROSARIO+CROSS・織田美海・no Filter             | |
| vol.5  | 2021年12月26日 | ROSARIO+CROSS・織田美海・no Filter             | |
| vol.6  | 2022年1月9日   | ROSARIO+CROSS・織田美海・no Filter             | |
| vol.7  | 2022年4月10日  | ROSARIO+CROSS・織田美海・no Filter             | 再び新型コロナまん延防止措置の影響で3ヶ月延期しての開催                                                                        |
| vol.8  | 2022年5月8日   | ROSARIO+CROSS・織田美海・no Filter             | |
| vol.9  | 2022年6月12日  | ROSARIO+CROSS・織田美海・no Filter             | |
| vol.10 | 2022年7月17日  | ROSARIO+CROSS・織田美海・no Filter             | ※星野れな 学業の為欠席 |
| vol.11 | 2022年8月27日  | ROSARIO+CROSS・織田美海                        | ※麻倉ゆわ 体調不良の為欠席 |
| vol.12 | 2022年9月11日  | ROSARIO+CROSS・織田美海・no Filter             | |
| vol.13 | 2022年10月8日  | ROSARIO+CROSS・織田美海・no Filter             | |
| vol.14 | 2022年11月13日 | ROSARIO+CROSS・織田美海・no Filter             | ※永井萌子 体調不良の為欠席 ※2部は雨天の為、場所を変え私服チェキ会に変更                                                        |
| vol.15 | 2022年12月25日 | ROSARIO+CROSS・織田美海・no Filter             | ※白嵜美夢 諸事情によりお休み                                                                                                   |
| vol.16 | 2023年1月21日  | ROSARIO+CROSS・織田美海・no Filter             | |
| vol.17 | 2023年2月25日  | ROSARIO+CROSS・織田美海・no Filter             | ※no Filterはすず・りんの2名のみ参加                                                                                            |
| vol.18 | 2023年3月11日  | ROSARIO+CROSS・no Filter・山崎亜美瑠(ex.NMB48) | ※永井萌子 卒業前最後の出演 |
| vol.19 | 2023年4月8日   | ROSARIO+CROSS・織田美海                        | ※ロザリオクロスは4人体制へ |
| vol.20 | 2023年5月20日  | ROSARIO+CROSS・織田美海・no Filter             | |
| vol.21 | 2023年6月11日  | ROSARIO+CROSS・織田美海・no Filter             | ※雨天の為中止 代替イベントとしてエリカスパルサ静岡店にてチェキ会を開催                                                         |
| vol.22 | 2023年7月9日   | ROSARIO+CROSS・no Filter                       | |
| vol.23 | 2023年8月26日  | ROSARIO+CROSS・no Filter                       | ※静岡東急スクエアがけやきプラザに生まれ変わってから初の開催                                                                    |
| vol.24 | 2023年9月16日  | ROSARIO+CROSS・no Filter                       | ※no Filterは２部のみ、 すず・なの・ゆなは の3名が参加                                                                          |
| vol.25 | 2023年10月14日 | ROSARIO+CROSS・no Filter・miuzic NEXT          | |
| vol.26 | 2023年11月11日 | ROSARIO+CROSS・no Filter                       | ※けやきプラザICAビジョン前での最終回 no Filterは一部のみ、ふうあ お休み                                                        |
| vol.27 | 2023年12月9日  | ROSARIO+CROSS・no Filter                       | ※天神屋さんの新サポートの元、新たなカタチで存続決定 場所を県内の新東名サービスエリアNEOPASAに移して開催！ 初回は浜松SA（下り） |
| vol.28 | 2024年1月14日  | ROSARIO+CROSS・no Filter                       | NEOPASA静岡（下り）での開催 |
| vol,29 | 2024年7月14日  | ROSARIO+CROSS・サイレントラプソディ            | ※NEOPASA駿河湾沼津（下り）での開催                                                                                             |

### 不定期イベント

#### マルイノオンガク
※ロザリオクロス出演回のみ記載
| 開催日         | 他の出演者 | 会場                                                                            | 備考 |
| -------------- | --- | ------------------------------------------------------------------------------- | --- |
| 2018年12月6日  | 太田克樹・カテリン | 静岡マルイ4Fイベントスペース                                                    | |
| 2018年12月9日  | 茶果菜 | 静岡マルイ4Fイベントスペース                                                    | |
| 2018年12月10日 | 太田克樹・カテリン | 静岡マルイ4Fイベントスペース                                                    | |
| 2018年12月14日 | 鈴木花純＆櫻井里花 | 静岡マルイ4Fイベントスペース                                                    | |
| 2018年12月15日 | | 静岡マルイ4Fイベントスペース                                                    | ※ロザリオクロスのみ |
| 2018年12月16日 | 太田克樹・カテリン、かぽり、勝又彩花、茶果菜 | 静岡マルイ4Fイベントスペース                                                    | |
| 2019年1月6日   | | 渋谷マルイ8Fイベントスペース                                                    | 東京遠征 ※ロザリオクロスのみ |
| 2019年1月12日  | dela | 静岡マルイ4Fイベントスペース                                                    | ※ロザリオ出演は3部のみ |
| 2019年1月13日  | ORANGE PORT、かぽり | 静岡マルイ4Fイベントスペース                                                    | |
| 2019年1月14日  | 太田克樹、櫻井ひな(斐梨) | 静岡マルイ4Fイベントスペース                                                    | |
| 2019年1月19日  | Shiori&Ai、Riico(ex. DEEP GIRL)、勝又彩花 | 静岡マルイ4Fイベントスペース                                                    | |
| 2019年1月26日  | DEAR KISS | 静岡マルイ4Fイベントスペース                                                    | |
| 2019年2月3日   | 太田克樹・Riico(ex. DEEP GIRL)・櫻井里花・ 永井萌子(ex.ORANGE PORT)・TAKUYA(ex.AR'Z)・ 鈴木花純・RIO(from.RY's)・ 亜桜ゆぅき・Marble-Maple・茶果菜 | 静岡マルイ1F特設ステージ 4Fイベントスペース                                     | Special vol.1 |
| 2019年2月10日  | ORANGE PORT | 静岡マルイ4Fイベントスペース                                                    | |
| 2019年3月2日   | かぽり・ONE DAY | 静岡マルイ4Fイベントスペース                                                    | |
| 2019年3月10日  | Riico(ex. DEEP GIRL)・櫻井里花 | 静岡マルイ4Fイベントスペース                                                    | |
| 2019年4月13日  | Riico(ex. DEEP GIRL)・櫻井里花 | 静岡マルイ4Fイベントスペース                                                    | |
| 2019年4月27日  | かぽり・ありす・Marble-Maple | 静岡マルイ4Fイベントスペース                                                    | |
| 2019年6月9日   | Riico(ex. DEEP GIRL)・櫻井里花 | 静岡マルイ4Fイベントスペース                                                    | ※ロザリオ新体制5人での初マルイノオンガク |
| 2019年6月30日  | 太田克樹・茶果菜 | 静岡マルイ4Fイベントスペース                                                    | |
| 2019年7月7日   | 太田克樹・Riico(ex. DEEP GIRL)・櫻井里花 | 静岡マルイ4Fイベントスペース                                                    | 浴衣ライブの回 ※ロザリオは特典会での浴衣着用 |
| 2019年8月2日   | きゃわふるTORNADO | 渋谷マルイ8Fイベントスペース（1部・2部） 渋谷マルイ屋上 イベントスペース（3部） | 東京遠征 |
| 2019年8月10日  | 小野小町・BOYS AND MEN 研究生・Riico(ex. DEEP GIRL)                                                                                                | 静岡マルイ1F特設ステージ                                                        | |
| 2019年9月7日   | 櫻井里花・茶果菜 | 静岡マルイ1F特設ステージ                                                        | |
| 2019年9月8日   | 櫻井里花 | 静岡マルイ1F特設ステージ ※4Fイベントスペース                                    | ※2部も1Fでの開催予定であったが、天候不順の為4Fイベントスペースにて開催となった |
| 2019年9月16日  | 太田克樹・櫻井里花 | 静岡マルイ1F特設ステージ                                                        | |
| 2019年9月22日  | BOYS AND MEN 研究生 東京・STARMARIE・太田克樹 | 静岡マルイ4Fイベントスペース（1部） 静岡マルイ1F特設ステージ（2部）             | |
| 2019年9月23日  | DEAR KISS・祭りnine・櫻井里花 | 静岡マルイ1F特設ステージ（1部） 静岡マルイ4Fイベントスペース（2部）             | |
| 2019年9月29日  | BOYS AND MEN 研究生 関西・まちだガールズ・クワイア                                                                                                 | 静岡マルイ4Fイベントスペース（1部） 静岡マルイ1F特設ステージ（2部）             | |
| 2019年10月27日 | 櫻井里花 | 静岡マルイ1F特設ステージ                                                        | |
| 2019年11月17日 | | 静岡マルイ4Fイベントスペース                                                    | ※ロザリオクロスのみ |
| 2019年12月21日 | 櫻井里花・もしも、私が主役だったら。 | 静岡マルイ4Fイベントスペース                                                    | ※いまり マルイノオンガク最後の出演回 |
| 2019年12月28日 | 櫻井里花・織田美海（おだみう） | 静岡マルイ1F特設ステージ                                                        | ※ロザリオ新体制4人での初マルイノオンガク |
| 2019年12月29日 | 太田克樹・櫻井里花 | 静岡マルイ4Fイベントスペース                                                    | ※この日は14:00からの1ステージのみ |
| 2020年1月11日  | 櫻井里花・織田美海 | 静岡マルイ4Fイベントスペース                                                    | |
| 2020年1月12日  | 櫻井里花・織田美海 | 静岡マルイ4Fイベントスペース                                                    | |
| 2020年2月9日   | 櫻井里花 | 静岡マルイ1F特設ステージ                                                        | |
| 2020年6月27日  | | 静岡マルイ4Fイベントスペース                                                    | ※この日はライブはなく、10thシングル『EASY EASY』CD購入&お渡し会（特典会）のみの内容で、 メンバー毎に時間を区切り一人ずつファンに応対する形となった。 また、コロナ感染防止対策としてメンバーとファンとの間にビニール幕が配置された。 |

#### SOUND OF POP MUSIC
miuzic entertainment presents
| #     | 公演日         | 他の出演者                                                                                                  | 会場                  | 備考                                                                                           |
| ----- | -------------- | --- | --------------------- | ---------------------------------------------------------------------------------------------- |
| ＊    | 2020年10月30日 | dela・出口陽                                                                                                | X-HALL -ZEN-（大須）  | 夜公演のみ ※宣材に表記はないが実質のvol.1                                                      |
| vol.2 | 2020年12月19日 | 茶果菜、まちだガールズ・クワイア、名古屋CLEAR'S、VeryMerry、カテリン                                        | LIVE ROXY SHIZUOKA    | 昼公演 ※GESTのカテリンは都合により欠席                                                         |
| vol.2 | 2020年12月19日 | Marble-Maple、まちだガールズ・クワイア、名古屋CLEAR'S、VeryMerry                                            | LIVE ROXY SHIZUOKA    | 夜公演                                                                                         |
| vol.3 | 2021年2月21日  | 茶果菜、（P-Loco、Ikenai Rouge Magic）                                                                      | LIVE ROXY SHIZUOKA    | 昼・夜公演 ※当初出演予定だったP-LocoとIkenai Rouge Magicは新型コロナの影響により遠征を取り辞め |
| vol.4 | 2021年5月3日   | 茶果菜、Marble-Maple、ありす、ゆなは、まちだガールズ・クワイア                                              | LIVE ROXY SHIZUOKA    | 昼・夜公演                                                                                     |
| vol.5 | 2021年5月5日   | Star☆T、望月瑠奈（from Marble-Maple）、宮村みけ、PinKissBunny                                               | LIVE ROXY SHIZUOKA    | 昼・夜公演                                                                                     |
| vol.6 | 2021年9月23日  | no Filter、織田美海、Marble-Maple、ありす                                                                   | LIVE ROXY SHIZUOKA    | 夕公演 ※静岡県内の緊急事態宣言を受け、開催時間を1時間前倒しして開催                            |
| vol.7 | 2021年12月19日 | 太田克樹、織田美海、no Filter、近藤薫（with 小林秀樹）、萌乃（from 大阪）、ゲスト：まちだガールズ・クワイア | LIVE ROXY SHIZUOKA    | 『SOUND OF Christmas POP MUSIC』昼・夜公演                                                     |
| vol.8 | 2022年2月20日  | 茶果菜、no Filter、Star☆T                                                                                   | SOUND SHOWER ark 清水 | 昼公演                                                                                         |

### 定期公演

#### bloom!!
ROSARIO+CROSS 月一定期単独公演
| #     | 公演日        | 会場                      | 備考          |
| ----- | ------------- | ------------------------- | ------------- |
| vol.1 | 2016年5月15日 | 静岡市 DEAMS FLEX-München |               |
| vol.2 | 2016年6月26日 | 静岡市 DEAMS FLEX-München |               |
| vol.3 | 2016年7月24日 | 静岡市 DEAMS FLEX-München |               |
| vol.4 | 2016年8月28日 | 静岡市 DEAMS FLEX-München | Imari生誕記念 |

#### 1st TOUR 2017「青春コールミー」
| 公演日              | 会場                          | 備考 |
| ------------------- | ----------------------------- | ---- |
| 2017年7月16日（日） | 【愛知】名古屋ハートランド    |      |
| 2017年7月22日（土） | 【東京】中野 S.U.B.TOKYO      |      |
| 2017年7月23日（日） | 【静岡】SOUND SHOWER ark 清水 |      |

#### bloom2017・2018
ROSARIO+CROSS 東京‐静岡 月一定期2マン公演
| #                      | 公演日         | 会場                  | ゲスト等                             | 備考 |
| ---------------------- | -------------- | --------------------- | ------------------------------------ | ---- |
| vol.1 <東京編>         | 2017年2月19日  | 中野 S.U.B.TOKYO      | CoverGirls                           |      |
| vol.2 <静岡編>         | 2017年3月25日  | SOUND SHOWER ark 清水 | 青SHUN学園                           |      |
| vol.3 <静岡編>         | 2017年3月25日  | SOUND SHOWER ark 清水 | ORANGE PORT                          |      |
| vol.4 <東京編>         | 2017年4月22日  | 中野 S.U.B.TOKYO      | 演歌女子ルピナス組                   |      |
| vol.5 <静岡編>         | 2017年5月21日  | SOUND SHOWER ark 清水 | WHY@DOLL                             |      |
| vol.6 <静岡編 Special> | 2017年7月23日  | SOUND SHOWER ark 清水 | ORANGE PORT、nozomiガールNeed、 3776 |      |
| vol.7 <東京編>         | 2017年8月13日  | 中野 S.U.B.TOKYO      | バクステ外神田一丁目                 |      |
| vol.8 <静岡編>         | 2017年9月10日  | SOUND SHOWER ark 清水 | Magical Ban☆Bang                     |      |
| vol.9 <東京編>         | 2017年10月22日 | 中野 S.U.B.TOKYO      | 閃光ロードショー                     |      |
| vol.10 <静岡編>        | 2017年11月23日 | SOUND SHOWER ark 清水 | 仮面女子                             |      |
| vol.11 <静岡編>        | 2018年1月27日  | SOUND SHOWER ark 清水 | dela                                 |      |
| vol.12 <静岡編>        | 2018年1月27日  | SOUND SHOWER ark 清水 | WAY WAVE                             |      |
| vol.13 <東京編>        | 2018年2月18日  | 中野 S.U.B.TOKYO      | まじばんch                           |      |
| vol.14 <静岡編>        | 2018年3月24日  | SOUND SHOWER ark 清水 | ORANGE PORT、茶果菜                  |      |
| vol.15 <静岡編>        | 2018年3月24日  | SOUND SHOWER ark 清水 | バクステ外神田一丁目                 |      |

#### SHOUT! SHOUT! SHOUT!
TOKAIグループ presents　ROSARIO+CROSS定期 昼＆夜公演の単独ライブ
| #      | 公演日         | 会場       | 備考                                                                                    |
| ------ | -------------- | ---------- | --------------------------------------------------------------------------------------- |
| vol.1  | 2020年2月28日  | 静岡SUNASH | ※夜公演のみ                                                                             |
| ＊     | 2020年6月21日  | 静岡SUNASH | 『Shout! Shout! Shout! online』として無観客有料LIVEをツイキャスにて配信                 |
| vol.2  | 2020年7月26日  | 静岡SUNASH |                                                                                         |
| vol.3  | 2020年8月23日  | 静岡SUNASH |                                                                                         |
| vol.4  | 2020年9月27日  | 静岡SUNASH | 昼は『ROSARIO+CROSS Yuri生誕祭』、夜は「Shout! Shout! Shout!」を開催。                  |
| vol.5  | 2020年10月31日 | 静岡SUNASH | ハロウィンSpecial! ※夜公演のみ                                                          |
| vol.6  | 2020年11月22日 | 静岡SUNASH |                                                                                         |
| vol.7  | 2021年1月17日  | 静岡SUNASH | ※昼公演のみ                                                                             |
| vol.8  | 2021年2月14日  | 静岡SUNASH | ※夜公演のみ：昼枠は同所でRena生誕祭を開催                                               |
| vol.9  | 2021年3月21日  | 静岡SUNASH | ※夜公演のみ：昼枠は同所でYuwa生誕祭を開催                                               |
| vol.10 | 2021年4月25日  | 静岡SUNASH | ※夜公演のみ：女性無料回                                                                 |
| vol.11 | 2021年5月23日  | 静岡SUNASH | ※夜公演のみ                                                                             |
| vol.12 | 2021年6月27日  | 静岡SUNASH | ※昼公演のみ                                                                             |
| vol.13 | 2021年7月25日  | 静岡SUNASH |                                                                                         |
| vol.14 | 2021年8月22日  | 静岡SUNASH | ※昼公演のみ                                                                             |
| vol.15 | 2021年9月26日  | 静岡SUNASH | 昼は『ROSARIO+CROSS Yuri生誕祭』、夜は「Shout! Shout! Shout!」を開催。                  |
| vol.16 | 2021年10月24日 | 静岡SUNASH | ご新規様連れてきて企画！回（連れてきた方のチケット代無料）                              |
| vol.17 | 2021年11月28日 | 静岡SUNASH | 1部：昼公演・2部：ホールワンマンアフタートークライブ（ファンミーティング）・3部：夜公演 |
| vol.18 | 2021年12月25日 | 静岡SUNASH | 『Shout! Shout! Shout! Last Shout!』 ※最終公演回                                        |

## 出演

### テレビ
TOKAIケーブルネットワーク
- 「トコチャンワイド」内ミニコーナー「ロザリオビート」（2016年8月 - 2017年3月）
- 「MUSIC PARTY」レギュラーアシスタント出演：初代/ひめか・2代目/みむ
- 「先輩、ロザリオクロスと申します。」（2017年6月 - 2018年3月　月1ランダム）※厚木伊勢原ケーブルネットワークでも放送
- 「トコチャンワイド」内コーナー「トコスポ」

静岡第一テレビ
- 「バックキングカム宮殿」レギュラーアシスタント出演：ももか

#### テレビ静岡
- 「ロザリオクロスのフォローミー!!」#1～#13（2017年7月20日 0時40分 - 同年10月12日 毎週木曜深夜）※地上波初冠番組
- 「ロザリオクロスのフォローミー!!」#14～#24（2018年1月24日 0時40分 - 同年4月4日 毎週水曜深夜）
- 「Japan in Motion『静岡観光  グルメ・アクティビティ編』」（2018年12月1日 2時45分放送）※番組パーソナリティ[117][注釈 27][注釈 28]。
- 「Japan in Motion『静岡観光  静岡茶体験編』」（2018年12月8日 2時35分）※番組パーソナリティ
- 「Japan in Motion『静岡観光  文化芸術体験編』」（2018年12月15日 2時35分）※番組パーソナリティ
- 「Japan in Motion『静岡観光  アクティビティ編』」（2018年12月22日 2時50分）※番組パーソナリティ
- 「うPれ！TikTok」#1〜#8（2020年2月5日 0時40分 - 同年3月25日 毎週水曜深夜） 番組内コーナー『今週のmeme』『TikTok街かど調査』レポーター：ゆわ
- 「ロザリオクロス のしずおかラン！ラン！ラン！」#1～#10（2021年7月23日 - 同年9月25日 毎週金曜深夜 25時05分〜25時10分）※番組パーソナリティ：ゆわ）・レポーター：他メンバー

#### NHK BSプレミアム
- 「プラスティック・スマイル」（2018年11月21日）※百田夏菜子（ももいろクローバーZ）演じる主人公「林田紬」のコスプレイヤー仲間として出演[注釈 29]。

### ラジオ

#### 沼津コーストFM
- 「コーストFMトワイライトビーチ」内のコーナー：ロザリオクロスもえこの『もえもえばきゅーーーん！！』（2020年9月18日より月1出演）

#### FM島田
- 「ロザリオクロスのお茶飲んでチャオ！」（2021年3月7日より 毎週日曜日13時30分〜45分）

### CM

#### TOKAIグループ
- 「たまらない比喩編」篇（2016年10月 - ）※CMソング「ラン！ラン！ラン！」
- 「たまらない握手会編」篇（2016年10月 - ）※CMソング「Hello!未来」
- 「たまらない結婚式」篇（2017年1月 - ）
- 「たまらないガールズバンド」篇（2017年2月 - ）※CMソング「カサナール」
- 「たまらない素顔」篇（2017年2月 - ）※CMソング「普段着に着替えて行こうよ」
- 「オフィスでプラス」篇（2017年5月 - ）※CMソング「カサナール」
- 「ダイナーでプラス」篇（2017年5月 - ）※CMソング「笑顔はクレッシェンド」※未発表曲
- 「ウキウキ」篇（2017年8月 - ）
- 「跳び箱」篇（2017年8月 - ）
- 「わんこそばでプラス」篇（2017年11月 - ）※CMソング「カサナール」
- 「重ねよう」篇（2018年5月 - ）※CMソング「君といるだけで僕は人生トクしてる」
- 「TOKAIグループ 秋の大感謝祭2019 お祭りいろいろ編」（2019年10月 - ）
- 「カサトクプラス編」（2019年11月 - ）

#### ご当地ソングで、静岡を元気に！｣ プロジェクト
- 「思い出の交差点」静岡市バージョン（2017年11月 - ）いまり出演　※CMソング「思い出の交差点（太田克樹feat.カテリン）」
- 「思い出の交差点」浜松市バージョン（2017年11月 - ）ひめか出演（スタッフ役で ももか も出演）　※CMソング「思い出の交差点（太田克樹feat.カテリン）」
- 「思い出の交差点」静岡市バージョン（2017年12月 - ）いまり出演　※CMソング「思い出の交差点（ROSARIO+CROSS Ver.）」
- 「思い出の交差点」浜松市バージョン（2017年12月 - ）ひめか出演（スタッフ役で ももか も出演）　※CMソング「思い出の交差点（ROSARIO+CROSS Ver.）」
- 「思い出の交差点」三島市バージョン（2017年12月 - ）※CMソング「思い出の交差点（ROSARIO+CROSS Ver.）」
- 「思い出の交差点」みんなでダンスバージョン（2020年1月 - ）※CMソング「思い出の交差点（太田克樹feat.カテリン）」

#### TOKAIケーブルネットワーク
- ひかりdeテレビ プラス「もっと光を」篇（2017年4月 - ）※CMソング「もっと光を（太田克樹）」

#### TOKAIコミュニケーションズ
- 格安モバイル「LIBMO登場」篇（2017年2月 - ）※CMソング「青春コールミー」
- 格安モバイル「LIBMO走る」篇（2017年2月 - ）※CMソング「青春コールミー」
- 格安モバイル「LIBMO玉転がし」篇（2018年 - ）※CMソング「青春コールミー」
- 格安モバイル「LIBMO御老公と町娘」篇（2019年 - ）

#### シーラック
- 万能中華調味料「静岡万調」（2019年11月 - ）いまり出演

#### ジョイランドアミューズ諏訪店
- カード迷路「ぐるり森大冒険」（2022年7月 - ）[118]

#### ジョイランドグループ
- 「ジョイランド」（2022年10月 - ）[119]